# Logistická funkce

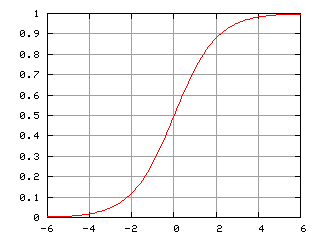
Sigmoida

Logistická funkce nebo též logistická křivka je reálná funkce
definovaná jako
{\displaystyle f(t;a,m,n,\tau )=a{\frac {1+me^{-t/\tau }}{1+ne^{-t/\tau }}}\!}
kde f je funkční hodnota, a, m, n, a τ reálné parametry. Nezávisle proměnná se označuje t, protože logistická funkce se často používá pro modelování vývoje v čase. V počáteční fázi je růst přibližně exponenciální, později s rostoucím nasycením se zpomaluje, a nakonec se asymptoticky zastaví. Logistická funkce se často používá v empirických vědách například pro modelování růstu populací a koncentrací.

## Sigmoida
Významným příkladem logistické funkce je speciální případ s parametry a = 1, m = 0, n = 1, τ = 1, tedy
{\displaystyle P(t)={\frac {1}{1+e^{-t}}}\!}
Tato logistická funkce se pro svůj tvar někdy označuje též jako sigmoida. Je řešením nelineární diferenciální rovnice prvního řádu
{\displaystyle {\frac {\mathrm {d} P}{\mathrm {d} t}}=P(1-P),\quad {\mbox{(2)}}\!}
s počáteční podmínkou P(0) = 1/2. Používá se často jako sponová funkce (link function) ve statistických modelech (logistická regrese) pro transformaci vstupních hodnost do intervalu {\displaystyle (0,1)}, což umožňuje přímý převod na procenta (např. úspěšnost nalezené shody při analýze obrazu, zvuku, textu atp.).

## Význam
Logistické křivky se objevují jako řešení různých modelů například v demografii, biologii a ekonomii.